# Vanderbylia nigroapplanata
Vanderbylia nigroapplanata är en svampart som först beskrevs av Van der Byl, och fick sitt nu gällande namn av D.A. Reid 1975. Vanderbylia nigroapplanata ingår i släktet Vanderbylia och familjen Polyporaceae.   Inga underarter finns listade i Catalogue of Life.